# 畑享和
畑 享和（はた みちかず、1990年3月17日 - ）は、北海道釧路市出身のプロアイスホッケー選手。アジアリーグアイスホッケーの東北フリーブレイズに所属。

## 経歴
幼少時にアイスホッケーを始め、中学は釧路市立北中学校、高校は青森の八戸工業大学第一高等学校に進学し、大学は大阪の関西大学へ進学。大学卒業後はアジアリーグアイスホッケーの東北フリーブレイズに入団。

### 八戸工大一高校時代
2005年に釧路市出身のGKとしては異例の青森県の八戸工業大学第一高等学校に進学する。
高校3年生の時に選抜大会で全国制覇。
2007年にIIHF世界U18日本代表に選ばれる。
元々、八戸工業大学第一高等学校はGKの指導に関して他校よりも優れた部分は多かったが、畑の高校卒業後はそれまで以上に優秀なGK（元H.C.栃木日光アイスバックスの龍翔太郎、横浜グリッツの古川駿）が排出されるようになった。

### 関西大学時代
2008年に八戸工業大学第一高等学校を卒業し、関東の大学に進学すると思われたが、アイスホッケをプレーするにはスケートリンクを所有しており関東の大学よりも絶対的に環境の整っている大阪の関西大学へ進学。
関西大学リーグでは立命館大学や同志社大学が常に上位を占めていたが、畑がGKとしてレギュラーになってからは一度も他大学に優勝を譲らせないという時代が続いている。
釧路で行われた第65回国民体育大会では釧路出身のGKとしては初めての青森県代表選手として出場し、準優勝をしている。
大学2年生の時にはU20の代表に選ばれる。

### 東北フリーブレイズ時代
大学卒業後はアジアリーグアイスホッケーの東北フリーブレイズに入団。
2012年シーズンは2位と健闘し、プレーオフ進出しチーム二度目の優勝に貢献し、プレーオフMVPにも選ばれる。
2014年シーズンは3位と健闘し、プレーオフ進出しチーム三度目の優勝。
2017年に東京都で行われた全日本アイスホッケー選手権大会で優勝。
2022年に長野県で行われた全日本アイスホッケー選手権大会で優勝。

## 人物
ゴールキーピング技術への探求や拘りが強く、自身の練習の為ならばと、17歳の時には大阪府立臨海スポーツセンターで行われていたホッケーラボジャパン実施のクリニックへ参加。その際に長年使用されてきたゴールの老朽化からポストプレーの練習の際にゴールが動き過ぎるのがやり辛いと、「ゴールの位置は体で覚えているのでゴールいらないです」と言い、ゴールなしでポストプレーの練習をした事がある。その際にシューターがポストプレーの練習なのでポストギリギリにシュートを打つのに的がないから打ちにくいんですが…と困らせた事があった。
GK指導の師匠として釧路出身の佐々木健吾とWorldHockeyLabの若林弘紀を挙げている。両氏のクリニックが実施される際は必ずと言っていいほどデモンストレーターとして声がかかる。
師匠の若林弘紀に似て「かすうどん」が大好物で、大阪の知人にお土産を頼む際にも1個ではなく2個買ってくるよう頼み、貰う際にも試合会場でホッケー観戦中であっても離れて貰いに行くほどである。